# 凯蒂·麦凯布
凯蒂·艾莉森·麦凯布（英語：Katie Alison McCabe；1995年9月21日—），爱尔兰共和国女子足球运动员，司职中场，目前效力于阿森纳足球俱乐部和爱尔兰共和国国家女子足球队。她曾代表爱尔兰参加2023年国际足联女子世界杯。